# Жанаарна (Талгарский район)
Жанаарна (каз. Жаңаарна) — село в Талгарском районе Алматинской области Казахстана. Входит в состав Кайнарского сельского округа. Код КАТО — 196247480.

## Население
В 1999 году население села составляло 177 человек (94 мужчины и 83 женщины). По данным переписи 2009 года, в селе проживало 256 человек (121 мужчина и 135 женщин).